# Podlegórz
Podlegórz (niem. Obraberg) – wieś w Polsce położona w województwie lubuskim, w powiecie zielonogórskim, w gminie Trzebiechów.
W latach 1975–1998 miejscowość administracyjnie należała do województwa zielonogórskiego.

## Zabytki
Do wojewódzkiego rejestru zabytków wpisany jest:
- kościół ewangelicki, obecnie rzymskokatolicki parafialny pod wezwaniem Podwyższenia Krzyża Świętego, z lat 1876-1902. Kościół wybudowany jest w stylu neoromańskim, z zachowaniem większości kanonów architektury romańskiej[5].